# Hermann von der Hardt

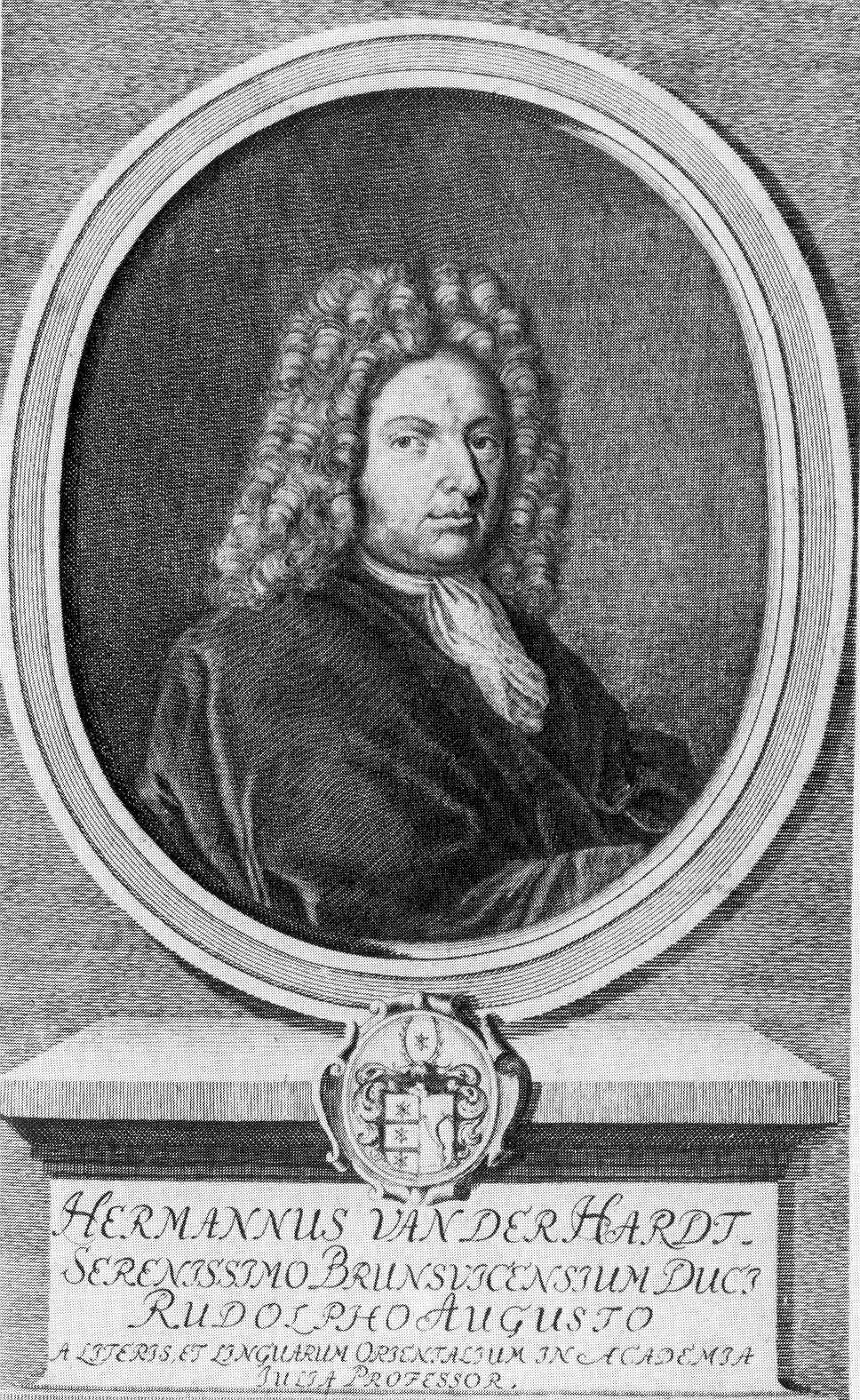
Hermann von der Hardt.

Hermann von der Hardt (15 de noviembre de 1660 - 28 de febrero de 1746) fue un historiador alemán y orientalista.
Nació en Melle, en Westfalia. Estudió lenguas orientales en la Universidad de Jena, la Universidad de Leipzig y la Universidad de Helmstedt, donde murió.

## Obras
Entre sus obras publicadas, cabe destacar:
- Autographa Lutheri aliorumque celebrium virorum, ab anno 1517 ad annum 1546, Reformationis aetatem et historiam egregie iliustrantia (1690-1691)
- Magnum oecumenicum Constantiense concilium (1697-1700)
- Hebraeae linguae fundamenta (1694)
- Syriacae linguae fundamenta (1694)
- Elementa Chaldaica (1693)
- Historia litteraria reformationis (1717)
- Enigmata prisci orbis (1723)

Dejó además un manuscrito de una historia de la Reforma Protestante, que se conserva en el Helmstedt Juleum.